# Irán a 2008. évi nyári olimpiai játékokon
Irán a kínai Pekingben megrendezett 2008. évi nyári olimpiai játékok egyik részt vevő nemzete volt. Az országot az olimpián 12 sportágban 54 sportoló képviselte, akik összesen 2 érmet szereztek.

## Érmesek
| Érem  | Versenyző        | Sportág   | Versenyszám              |
| ----- | ---------------- | --------- | ------------------------ |
| Arany | Hádi Szái        | Taekwondo | Férfi váltósúly          |
| Bronz | Szejed Mohammadi | Birkózás  | Férfi szabadfogás, 60 kg |

## Asztalitenisz
Férfi
| Versenyző    | Versenyszám | Selejtező                                                   | 64-es főtábla     | 48-as főtábla     | 32-es főtábla     | Nyolcaddöntő      | Negyeddöntő       | Elődöntő          | Döntő             | Helyezés |
| Versenyző    | Versenyszám | Ellenfél Eredmény                                           | Ellenfél Eredmény | Ellenfél Eredmény | Ellenfél Eredmény | Ellenfél Eredmény | Ellenfél Eredmény | Ellenfél Eredmény | Ellenfél Eredmény | Helyezés |
| ------------ | ----------- | ----------------------------------------------------------- | ----------------- | ----------------- | ----------------- | ----------------- | ----------------- | ----------------- | ----------------- | -------- |
| Afsin Noruzi | Egyes       | Mihai Bobocica (ITA) · 7-11, 12-10, 6-11, 11-9, 4-11, 10-12 | kiesett           | kiesett           | kiesett           | kiesett           | kiesett           | kiesett           | kiesett           | 65.      |

## Atlétika
Férfi
| Versenyző                | Versenyszám | Előfutam | Előfutam | Előfutam | Elődöntő | Elődöntő | Elődöntő | Döntő   | Döntő    |
| Versenyző                | Versenyszám | Idő      | Hely.    | Össz.    | Idő      | Hely.    | Össz.    | Idő     | Helyezés |
| ------------------------ | ----------- | -------- | -------- | -------- | -------- | -------- | -------- | ------- | -------- |
| Szadzsád Morádi          | 800 m       | 1:46,10  | 6.       | 14.      | 1:46,08  | 5.       | 9.       | kiesett | kiesett  |
| Ehszán Mohádzser Sodzsái | 800 m       | 1:49,25  | 7.       | 50.      | kiesett  | kiesett  | kiesett  | kiesett | kiesett  |

| Versenyző      | Versenyszám   | Selejtező                | Selejtező                | Döntő    | Döntő    |
| Versenyző      | Versenyszám   | Eredmény                 | Helyezés                 | Eredmény | Helyezés |
| -------------- | ------------- | ------------------------ | ------------------------ | -------- | -------- |
| Amin Nikfar    | Súlylökés     | érvényes kísérlet nélkül | érvényes kísérlet nélkül | kiesett  | kiesett  |
| Ehszán Haddádi | Diszkoszvetés | 61,34 m                  | 17.                      | kiesett  | kiesett  |
| Abbász Szamimi | Diszkoszvetés | 59,92 m                  | 26.                      | kiesett  | kiesett  |

| Versenyző       | Versenyszám | 100 m | 100 m | Távolugrás | Távolugrás | Súlylökés | Súlylökés | Magasugrás | Magasugrás | 400 m | 400 m | 110 m gát | 110 m gát | Diszkoszvetés | Diszkoszvetés | Rúdugrás | Rúdugrás | Gerelyhajítás | Gerelyhajítás | 1500 m  | 1500 m | Végeredmény | Végeredmény |
| Versenyző       | Versenyszám | Idő   | Pont  | Eredmény   | Pont       | Eredmény  | Pont      | Eredmény   | Pont       | Idő   | Pont  | Idő       | Pont      | Eredmény      | Pont          | Eredmény | Pont     | Eredmény      | Pont          | Idő     | Pont   | Pont        | Helyezés    |
| --------------- | ----------- | ----- | ----- | ---------- | ---------- | --------- | --------- | ---------- | ---------- | ----- | ----- | --------- | --------- | ------------- | ------------- | -------- | -------- | ------------- | ------------- | ------- | ------ | ----------- | ----------- |
| Hádi Szepehrzád | Tízpróba    | 10,92 | 878   | 680 cm     | 767        | 16,02 m   | 852       | 190 cm     | 714        | 50,75 | 780   | 14,64     | 894       | 50,32 m       | 877           | 400 cm   | 617      | 49,56 m       | 582           | 5:06,67 | 522    | 7483        | 22.         |

## Birkózás

### Férfi
Kötöttfogású
| Versenyző         | Versenyszám | Selejtező                                | Nyolcaddöntő                             | Negyeddöntő                          | Elődöntő          | Vigaszág első kör | Vigaszág elődöntő                         | Bronz- mérkőzés              | Döntő             | Helyezés |
| Versenyző         | Versenyszám | Ellenfél Eredmény                        | Ellenfél Eredmény                        | Ellenfél Eredmény                    | Ellenfél Eredmény | Ellenfél Eredmény | Ellenfél Eredmény                         | Ellenfél Eredmény            | Ellenfél Eredmény | Helyezés |
| ----------------- | ----------- | ---------------------------------------- | ---------------------------------------- | ------------------------------------ | ----------------- | ----------------- | ----------------------------------------- | ---------------------------- | ----------------- | -------- |
| Hamid Szórján     | 55 kg       | Venelin Venkov (BUL) · TUS               | Elgin Elvais (PLW) · 8-0, 6-0            | Nazir Mankijev (RUS) · 2-2, 1-1, 1-1 |                   |                   | Kristijan Fris (SRB) · 5-0, 1-1           | Pak Uncshol (KOR) · 1-1, 2-2 |                   | 5.       |
| Ali Mohammadi     | 66 kg       | Kim Mincshol (KOR) · 1-1, 1-1            | Mihail Szjamjonav (BLR) · 0-2, 4-0, 1-1  | kiesett                              | kiesett           |                   |                                           |                              |                   | 11.      |
| Számán Tahmászebi | 84 kg       |                                          | Olekszandr Darahan (UKR) · 4-0, 1-2, 3-0 | Nazmi Avluca (TUR) · 2-2, 0-3        | kiesett           |                   |                                           |                              |                   | 11.      |
| Gászem Rezái      | 96 kg       | Mindaugas Ežerskis (LTU) · 1-1, 2-1, 1-1 | kiesett                                  | kiesett                              | kiesett           |                   |                                           |                              |                   | 16.      |
| Maszud Hásemzáde  | 120 kg      |                                          | Haszan Barojev (RUS) · 0-3, 0-6          |                                      |                   |                   | Mindaugas Mizgaitis (LTU) · 1-1, 1-1, 1-2 | kiesett                      |                   | 15.      |

Szabadfogású
| Versenyző        | Versenyszám | Selejtező                           | Nyolcaddöntő                          | Negyeddöntő                        | Elődöntő                        | Vigaszág első kör                         | Vigaszág elődöntő                    | Bronz- mérkőzés                    | Döntő             | Helyezés |
| Versenyző        | Versenyszám | Ellenfél Eredmény                   | Ellenfél Eredmény                     | Ellenfél Eredmény                  | Ellenfél Eredmény               | Ellenfél Eredmény                         | Ellenfél Eredmény                    | Ellenfél Eredmény                  | Ellenfél Eredmény | Helyezés |
| ---------------- | ----------- | ----------------------------------- | ------------------------------------- | ---------------------------------- | ------------------------------- | ----------------------------------------- | ------------------------------------ | ---------------------------------- | ----------------- | -------- |
| Abbász Dabbági   | 55 kg       |                                     | Fredy Serrano (COL) · 1-0, 1-1, 5-1   | Beszik Kuduhov (RUS) · 0-6, 0-1    | kiesett                         |                                           |                                      |                                    |                   | 10.      |
| Szejed Mohammadi | 60 kg       |                                     | Haszan Madani (EGY) · 7-0, 2-0        | Saeed Azarbayjani (CAN) · 1-0, 1-0 | Mavlet Batirov (RUS) · 0-1, 0-1 |                                           |                                      | Zəlimxan Hüseynov (AZE) · 2-0, 3-1 |                   |          |
| Mehdi Tagavi     | 66 kg       |                                     | Haislan Veranes (CAN) · 0-1, 1-1, 2-0 | Ramazan Şahin (TUR) · 0-3, 0-1     |                                 |                                           | Geandry Garzón (CUB) · 4-1, 0-2, 0-2 | kiesett                            |                   | 10.      |
| Mejszam Dzsókár  | 74 kg       |                                     | Kiril Terziev (BUL) · 0-3, 1-3        | kiesett                            | kiesett                         |                                           |                                      |                                    |                   | 19.      |
| Reza Jazdáni     | 84 kg       | Radosław Horbik (POL) · 1-0, 3-1    | Novruz Temrezov (AZE) · TUS           | kiesett                            | kiesett                         |                                           |                                      |                                    |                   | 11.      |
| Szaíd Abráhimi   | 96 kg       |                                     | Száleh Emára (EGY) · 4-3, 2-2         | Giorgi Gogselidze (GEO) · 0-3, 0-1 | kiesett                         |                                           |                                      |                                    |                   | 10.      |
| Fardin Maszumi   | 120 kg      | Lawrence Langowski (MEX) · 6-0, 6-0 | Bahtyijar Ahmedov (RUS) · TUS         |                                    |                                 | Bozsidar Bojadzsiev (BUL) · 0-1, 2-0, 4-2 | Steve Mocco (USA) · 3-1, 4-1         | Marid Mutalimov (KAZ) · 3-8, 1-1   |                   | 5.       |

## Cselgáncs
Férfi
| Versenyző               | Versenyszám | Selejtező         | 32-es főtábla                        | Nyolcaddöntő                       | Negyeddöntő                          | Elődöntő                         | Vigaszág első kör                   | Vigaszág negyeddöntő              | Vigaszág elődöntő                 | Bronz- mérkőzés                     | Döntő             | Helyezés |
| Versenyző               | Versenyszám | Ellenfél Eredmény | Ellenfél Eredmény                    | Ellenfél Eredmény                  | Ellenfél Eredmény                    | Ellenfél Eredmény                | Ellenfél Eredmény                   | Ellenfél Eredmény                 | Ellenfél Eredmény                 | Ellenfél Eredmény                   | Ellenfél Eredmény | Helyezés |
| ----------------------- | ----------- | ----------------- | ------------------------------------ | ---------------------------------- | ------------------------------------ | -------------------------------- | ----------------------------------- | --------------------------------- | --------------------------------- | ----------------------------------- | ----------------- | -------- |
| Maszud Hádzsi Áhóndzáde | Légsúly     |                   | Rok Drakšič (SLO) · 0110-0010        | Cshö Minho (KOR) · 0000-1000       |                                      |                                  | Miguel Albarracín (ARG) · 0020-0001 | Rishod Sobirov (UZB) · 0001-0010  | kiesett                           | kiesett                             |                   | 9.       |
| Áras Míreszmáili        | Harmatsúly  |                   | Tomasz Adamiec (POL) · 0001-0000     | Ucsisiba Maszato (JPN) · 0000-0020 |                                      |                                  | Juan Jacinto (DOM) · 0011-0000      | Mirali Sharipov (UZB) · 0001-0010 | kiesett                           | kiesett                             |                   | 9.       |
| Ali Malumát             | Könnyűsúly  |                   | Kanamaru Júszuke (JPN) · 1001-0001   | João Pina (POR) · 0111-0001        | Gantömörín Dasdavá (MGL) · 1100-0010 | Elnur Məmmədli (AZE) · 0000-1000 |                                     |                                   |                                   | Leandro Guilheiro (BRA) · 0000-1000 |                   | 5.       |
| Hámed Malek Mohammadi   | Váltósúly   |                   | Aljaž Sedej (SLO) · 1000-0000        | Tiago Camilo (BRA) · 0000-1010     | kiesett                              | kiesett                          |                                     |                                   |                                   |                                     |                   | 17.      |
| Hoszejn Gomi            | Középsúly   |                   | Andrej Kazuszjonak (BLR) · 0000-1110 | kiesett                            | kiesett                              | kiesett                          |                                     |                                   |                                   |                                     |                   | 20.      |
| Mohammad Reza Ródaki    | Nehézsúly   |                   | Jurij Ribak (BLR) · 1001-0001        | Þormóður Jónsson (ISL) · 1000-0001 | Lasa Gudzsezsiani (GEO) · 0000-0011  |                                  |                                     | Dan McCormick (USA) · 1001-0001   | Tamerlan Tmenov (RUS) · 1010-0001 | Oscar Braison (CUB) · 0000-0200     |                   | 5.       |

## Evezés
Férfi
| Versenyző    | Versenyszám  | Előfutam | Előfutam | Középdöntő | Középdöntő | Elődöntő | Elődöntő | Elődöntő | Döntő | Döntő   | Döntő | Helyezés |
| Versenyző    | Versenyszám  | Idő      | Hely.    | Idő        | Hely.      | Típus    | Idő      | Hely.    | Típus | Idő     | Hely. | Helyezés |
| ------------ | ------------ | -------- | -------- | ---------- | ---------- | -------- | -------- | -------- | ----- | ------- | ----- | -------- |
| Mohszen Sádi | Egypárevezős | 7:48,24  | 5.       |            |            | E/F      | 7:20,34  | 1.       | E     | 7:06,54 | 2.    | 25.      |

Női
| Versenyző     | Versenyszám  | Előfutam | Előfutam | Középdöntő | Középdöntő | Elődöntő | Elődöntő | Elődöntő | Döntő | Döntő   | Döntő | Helyezés |
| Versenyző     | Versenyszám  | Idő      | Hely.    | Idő        | Hely.      | Típus    | Idő      | Hely.    | Típus | Idő     | Hely. | Helyezés |
| ------------- | ------------ | -------- | -------- | ---------- | ---------- | -------- | -------- | -------- | ----- | ------- | ----- | -------- |
| Homá Hoszejni | Egypárevezős | 9:02,12  | 4.       |            |            |          |          |          | E     | 8:18,20 | 4.    | 26.      |

## Íjászat
Férfi
| Versenyző          | Versenyszám | Selejtező | Selejtező | 64-es főtábla                              | 32-es főtábla     | Nyolcaddöntő      | Negyeddöntő       | Elődöntő          | Döntő             | Helyezés |
| Versenyző          | Versenyszám | Pont      | Kiemelt   | Ellenfél Eredmény                          | Ellenfél Eredmény | Ellenfél Eredmény | Ellenfél Eredmény | Ellenfél Eredmény | Ellenfél Eredmény | Helyezés |
| ------------------ | ----------- | --------- | --------- | ------------------------------------------ | ----------------- | ----------------- | ----------------- | ----------------- | ----------------- | -------- |
| Hoddzatolláh Váezi | Egyéni      | 604       | 63.       | Mangál Szingh Csampija (IND) (2.) · 98-112 | kiesett           | kiesett           | kiesett           | kiesett           | kiesett           | 60.      |

Női
| Versenyző     | Versenyszám | Selejtező | Selejtező | 64-es főtábla                   | 32-es főtábla     | Nyolcaddöntő      | Negyeddöntő       | Elődöntő          | Döntő             | Helyezés |
| Versenyző     | Versenyszám | Pont      | Kiemelt   | Ellenfél Eredmény               | Ellenfél Eredmény | Ellenfél Eredmény | Ellenfél Eredmény | Ellenfél Eredmény | Ellenfél Eredmény | Helyezés |
| ------------- | ----------- | --------- | --------- | ------------------------------- | ----------------- | ----------------- | ----------------- | ----------------- | ----------------- | -------- |
| Nadzsme Ábtin | Egyéni      | 568       | 60.       | Kvon Unszil (PRK) (5.) · 96-106 | kiesett           | kiesett           | kiesett           | kiesett           | kiesett           | 62.      |

## Kerékpározás

### Országúti kerékpározás
Férfi
| Versenyző       | Versenyszám   | Idő                        | Helyezés                   |
| --------------- | ------------- | -------------------------- | -------------------------- |
| Hoszejn Aszkari | Mezőnyverseny | 6:34:22 (+10:33)           | 51.                        |
| Hoszejn Aszkari | Időfutam      | 1:08:46,30 (+6:34,87)      | 34.                        |
| Gáder Mizbáni   | Mezőnyverseny | 6:39:42 (+15:53)           | 78.                        |
| Mahdi Szohrábi  | Mezőnyverseny | nem ért célba (lekörözték) | nem ért célba (lekörözték) |

## Kosárlabda

### Férfi

#### Eredmények
Csoportkör
A csoport
| Csapat             | M | Gy | V | P+  | P–  | Pk   |
| ------------------ | - | -- | - | --- | --- | ---- |
| Litvánia (LTU)     | 5 | 4  | 1 | 425 | 400 | +25  |
| Argentína (ARG)    | 5 | 4  | 1 | 425 | 361 | +64  |
| Horvátország (CRO) | 5 | 3  | 2 | 399 | 380 | +19  |
| Ausztrália (AUS)   | 5 | 3  | 2 | 457 | 405 | +52  |
| Oroszország (RUS)  | 5 | 1  | 4 | 387 | 406 | –19  |
| Irán (IRI)         | 5 | 0  | 5 | 323 | 464 | –141 |

| 2008. augusztus 10. 09:00 | Oroszország (RUS)                      | 71–49     | Irán (IRI) | Vukoszung Sportcsarnok, Peking Nézőszám: 11 083 Játékvezetők: Nikolaos Pitsilkas (GRE) |
| 2008. augusztus 10. 09:00 | (24–5, 14–17, 8–16, 25–11) Jegyzőkönyv |           |            | Vukoszung Sportcsarnok, Peking Nézőszám: 11 083 Játékvezetők: Nikolaos Pitsilkas (GRE) |
| 2008. augusztus 10. 09:00 | Holden 19                              | Pont      | Nikháh 16  | Vukoszung Sportcsarnok, Peking Nézőszám: 11 083 Játékvezetők: Nikolaos Pitsilkas (GRE) |
| 2008. augusztus 10. 09:00 | Monya 6                                | Lepattanó | Haddádi 8  | Vukoszung Sportcsarnok, Peking Nézőszám: 11 083 Játékvezetők: Nikolaos Pitsilkas (GRE) |
| 2008. augusztus 10. 09:00 | Szavraszenko 4                         | Gólpassz  | Kámráni 3  | Vukoszung Sportcsarnok, Peking Nézőszám: 11 083 Játékvezetők: Nikolaos Pitsilkas (GRE) |

| 2008. augusztus 12. 09:00 | Irán (IRI)                               | 67–99     | Litvánia (LTU)                      | Vukoszung Sportcsarnok, Peking Nézőszám: 11 083 Játékvezetők: Eddie Rush (USA) |
| 2008. augusztus 12. 09:00 | (20–15, 14–31, 19–28, 14–25) Jegyzőkönyv |           |                                     | Vukoszung Sportcsarnok, Peking Nézőszám: 11 083 Játékvezetők: Eddie Rush (USA) |
| 2008. augusztus 12. 09:00 | Haddádi 21                               | Pont      | Kleiza 22                           | Vukoszung Sportcsarnok, Peking Nézőszám: 11 083 Játékvezetők: Eddie Rush (USA) |
| 2008. augusztus 12. 09:00 | Száhákián 12                             | Lepattanó | Kleiza 8                            | Vukoszung Sportcsarnok, Peking Nézőszám: 11 083 Játékvezetők: Eddie Rush (USA) |
| 2008. augusztus 12. 09:00 | Amini 4                                  | Gólpassz  | Jasikevičius, Lukauskis, Mačiulis 3 | Vukoszung Sportcsarnok, Peking Nézőszám: 11 083 Játékvezetők: Eddie Rush (USA) |

| 2008. augusztus 14. 11:15 | Ausztrália (AUS)                         | 106–68    | Irán (IRI) | Vukoszung Sportcsarnok, Peking Nézőszám: 11 083 Játékvezetők: Nikolaos Zavlanos (GRE) |
| 2008. augusztus 14. 11:15 | (28–15, 25–14, 22–19, 31–20) Jegyzőkönyv |           |            | Vukoszung Sportcsarnok, Peking Nézőszám: 11 083 Játékvezetők: Nikolaos Zavlanos (GRE) |
| 2008. augusztus 14. 11:15 | Newley 24                                | Pont      | Nikháh 23  | Vukoszung Sportcsarnok, Peking Nézőszám: 11 083 Játékvezetők: Nikolaos Zavlanos (GRE) |
| 2008. augusztus 14. 11:15 | Bogut 7                                  | Lepattanó | Haddádi 8  | Vukoszung Sportcsarnok, Peking Nézőszám: 11 083 Játékvezetők: Nikolaos Zavlanos (GRE) |
| 2008. augusztus 14. 11:15 | Mills, Worthington, Bruton 5             | Gólpassz  | Dávari 4   | Vukoszung Sportcsarnok, Peking Nézőszám: 11 083 Játékvezetők: Nikolaos Zavlanos (GRE) |

| 2008. augusztus 16. 16:45 | Irán (IRI)                               | 82–97     | Argentína (ARG) | Vukoszung Sportcsarnok, Peking Nézőszám: 11 083 Játékvezetők: Nikolaos Pitsilkas (GRE) |
| 2008. augusztus 16. 16:45 | (14–19, 19–23, 24–30, 25–25) Jegyzőkönyv |           |                 | Vukoszung Sportcsarnok, Peking Nézőszám: 11 083 Játékvezetők: Nikolaos Pitsilkas (GRE) |
| 2008. augusztus 16. 16:45 | Haddádi 21                               | Pont      | Ginóbili 32     | Vukoszung Sportcsarnok, Peking Nézőszám: 11 083 Játékvezetők: Nikolaos Pitsilkas (GRE) |
| 2008. augusztus 16. 16:45 | Haddádi 16                               | Lepattanó | Scola 7         | Vukoszung Sportcsarnok, Peking Nézőszám: 11 083 Játékvezetők: Nikolaos Pitsilkas (GRE) |
| 2008. augusztus 16. 16:45 | Kámráni 4                                | Gólpassz  | Prigioni 6      | Vukoszung Sportcsarnok, Peking Nézőszám: 11 083 Játékvezetők: Nikolaos Pitsilkas (GRE) |

| 2008. augusztus 18. 09:00 | Irán (IRI)                             | 57–91     | Horvátország (CRO) | Vukoszung Sportcsarnok, Peking Nézőszám: 11 083 Játékvezetők: Carl Jungebrand (FIN) |
| 2008. augusztus 18. 09:00 | (8–19, 8–35, 23–16, 18–21) Jegyzőkönyv |           |                    | Vukoszung Sportcsarnok, Peking Nézőszám: 11 083 Játékvezetők: Carl Jungebrand (FIN) |
| 2008. augusztus 18. 09:00 | Nikháh 25                              | Pont      | Rozić, Tomas 16    | Vukoszung Sportcsarnok, Peking Nézőszám: 11 083 Játékvezetők: Carl Jungebrand (FIN) |
| 2008. augusztus 18. 09:00 | Haddádi 15                             | Lepattanó | Lončar, Barać 7    | Vukoszung Sportcsarnok, Peking Nézőszám: 11 083 Játékvezetők: Carl Jungebrand (FIN) |
| 2008. augusztus 18. 09:00 | Haddádi 2                              | Gólpassz  | Ukić 8             | Vukoszung Sportcsarnok, Peking Nézőszám: 11 083 Játékvezetők: Carl Jungebrand (FIN) |

| Csapat     | Helyezés |
| ---------- | -------- |
| Irán (IRI) | 11.      |

## Ökölvívás
| Versenyző           | Versenyszám  | Selejtező                  | Nyolcaddöntő                | Negyeddöntő             | Elődöntő          | Döntő             | Helyezés |
| Versenyző           | Versenyszám  | Ellenfél Eredmény          | Ellenfél Eredmény           | Ellenfél Eredmény       | Ellenfél Eredmény | Ellenfél Eredmény | Helyezés |
| ------------------- | ------------ | -------------------------- | --------------------------- | ----------------------- | ----------------- | ----------------- | -------- |
| Morteza Szepahvandi | Kisváltósúly | Hamza Haszini (TUN) · 16-4 | Ionuț Gheorghe (ROU) · 8-4  | Félix Díaz (DOM) · 6-11 | kiesett           | kiesett           | 5.       |
| Mehdi Gorbáni       | Félnehézsúly | Carlos Negrón (PUR) · 4-13 | kiesett                     | kiesett                 | kiesett           | kiesett           | 17.      |
| Ali Mazáheri        | Nehézsúly    |                            | Rahim Csahkijev (RUS) · 3-7 | kiesett                 | kiesett           | kiesett           | 9.       |

## Súlyemelés
Férfi
| Versenyző         | Versenyszám | Szakítás | Szakítás | Lökés    | Lökés    | Összesen | Helyezés |
| Versenyző         | Versenyszám | Eredmény | Helyezés | Eredmény | Helyezés | Összesen | Helyezés |
| ----------------- | ----------- | -------- | -------- | -------- | -------- | -------- | -------- |
| Aszgar Ebráhimi   | 94 kg       | 180,0    | 3.*      | 212,0    | 7.*      | 392,0    | 7.       |
| Mohszen Biránvand | 105 kg      | 180,0    | 10.*     | 210,0    | 13.*     | 390,0    | 10.      |
| Rasid Sarifi      | +105 kg     | 196,0    | 6.       | 230,0    | 6.       | 426,0    | 6.       |

* - egy másik versenyzővel azonos eredményt ért el

## Taekwondo
Férfi
| Versenyző     | Versenyszám | Nyolcaddöntő                 | Negyeddöntő         | Elődöntő                  | Vigaszág elődöntő | Bronz- mérkőzés   | Döntő                       | Helyezés |
| Versenyző     | Versenyszám | Ellenfél Eredmény            | Ellenfél Eredmény   | Ellenfél Eredmény         | Ellenfél Eredmény | Ellenfél Eredmény | Ellenfél Eredmény           | Helyezés |
| ------------- | ----------- | ---------------------------- | ------------------- | ------------------------- | ----------------- | ----------------- | --------------------------- | -------- |
| Rezá Náderián | Légsúly     | Marcio Wenceslau (BRA) · 1-2 | kiesett             | kiesett                   |                   |                   |                             | 11.      |
| Hádi Szái     | Váltósúly   | Dípak Biszta (NEP) · 7-0     | Csu Kuo (CHN) · 3-2 | Rəşəd Əhmədov (AZE) · 4-1 |                   |                   | Mauro Sarmiento (ITA) · 6-4 |          |

Női
| Versenyző   | Versenyszám | Nyolcaddöntő              | Negyeddöntő               | Elődöntő          | Vigaszág elődöntő | Bronz- mérkőzés   | Döntő             | Helyezés |
| Versenyző   | Versenyszám | Ellenfél Eredmény         | Ellenfél Eredmény         | Ellenfél Eredmény | Ellenfél Eredmény | Ellenfél Eredmény | Ellenfél Eredmény | Helyezés |
| ----------- | ----------- | ------------------------- | ------------------------- | ----------------- | ----------------- | ----------------- | ----------------- | -------- |
| Szárá Fekri | Légsúly     | Gizlán Túdáli (MAR) · 5-0 | Yang Shu-Chun (TPE) · 0-2 | kiesett           |                   |                   |                   | 9.       |

## Tollaslabda
| Versenyző    | Versenyszám | Selejtező                           | 32-es főtábla     | Nyolcaddöntő      | Negyeddöntő       | Elődöntő          | Bronz- mérkőzés   | Döntő             | Helyezés |
| Versenyző    | Versenyszám | Ellenfél Eredmény                   | Ellenfél Eredmény | Ellenfél Eredmény | Ellenfél Eredmény | Ellenfél Eredmény | Ellenfél Eredmény | Ellenfél Eredmény | Helyezés |
| ------------ | ----------- | ----------------------------------- | ----------------- | ----------------- | ----------------- | ----------------- | ----------------- | ----------------- | -------- |
| Káve Mehrábi | Férfi egyes | Hsien Yu-Hsing (TPE) · 16-21, 12-21 | kiesett           | kiesett           | kiesett           | kiesett           | kiesett           | kiesett           | 33.      |